# Anisochromis kenyae
Anisochromis kenyae is een  straalvinnige vissensoort uit de familie van dwergzeebaarzen (Pseudochromidae). De wetenschappelijke naam van de soort is voor het eerst geldig gepubliceerd in 1954 door Smith.